# Desfile de la Diversidad Sexual e Identidad de Género de Guatemala
El Desfile de la Diversidad Sexual e Identidad de Género de Guatemala es una manifestación del Orgullo LGBT que se celebra de forma anual en Ciudad de Guatemala para reclamar por los derechos de las poblaciones LGBT. El evento se realizó por primera vez en 2000 y reúne en cada edición a miles de personas, siendo en la actualidad uno de los eventos recurrentes más multitudinarios del país.
El desfile es organizado en conjunto por decenas de organizaciones LGBT guatemaltecas y cuenta con carrozas, presentaciones artísticas y bailes que se desarrollan durante el recorrido. Los asistentes suelen marchar mostrando banderas LGBT, mientras otros utilizan disfraces.

## Historia

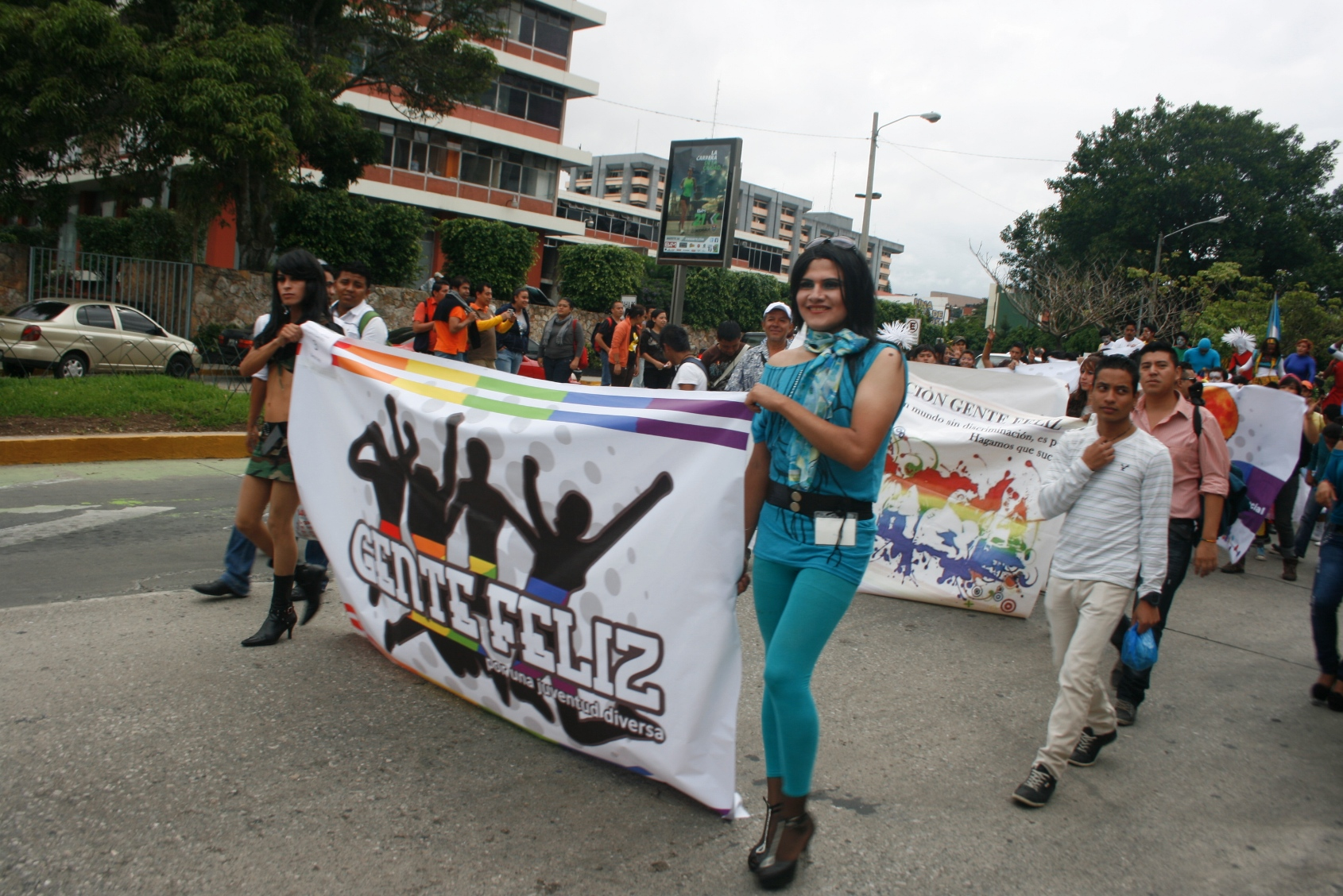
Participantes del Desfile de la Diversidad Sexual en 2012.

El origen del desfile se remonta al asesinato de María Conchita Alonso, una mujer transgénero fallecida el 2 de octubre de 1997 en la Zona 1 de Ciudad de Guatemala al recibir un disparo, en un crimen que nunca fue esclarecido por completo. El 11 de octubre del mismo año, luego de que finalizara la misa por el fallecimiento de Conchita, 24 de sus amigos salieron de la iglesia e iniciaron una marcha como forma de conmemorar su memoria hacia el Parque Central, donde leyeron un comunicado y un poema.
El 25 de junio de 2000, alrededor de 200 activistas LGBT realizaron la primera «Marcha del Orgullo Gai» del país, cuyo recorrido partió del establecimiento La Bodeguita del Centro, avanzó hacia el Palacio Nacional de la Cultura y culminó en la discoteca Pandora’s Box, donde colocaron una placa para conmemorar la memoria de Conchita. Al año siguiente no se realizó la marcha.
La edición de 2004 fue notoria porque por primera vez participó una organización exclusiva de mujeres transgénero, Otrans-Reinas de la Noche. La marcha de 2006, por su lado, tuvo un carácter de luto debido a una ola de asesinatos de personas LGBT, incluidos activistas de algunas de las organizaciones LGBT del país, por lo que la mayoría de asistentes a la marcha vistió de negro.
En 2007, los organizadores decidieron cambiar el nombre al evento y empezar a usar la palabra «desfile» para identificarlo, dadas las connotaciones militares de la palabra «marcha».
Debido a desacuerdos entre los organizadores, en 2012 hubo dos desfiles, uno el 23 de junio y otro el 30.
Con los años, el desfile ha incrementado su concurrencia de forma paulatina. Para 2014, se calcula que contó con alrededor de 500 participantes, mientras que la cifra había aumentado a varios miles para 2018.
El desfile fue cancelado en 2020 y 2021 a causa de la Pandemia de COVID-19. En 2022 volvió a realizarse y reunió a más de diez mil de personas, que siguieron una ruta desde la Plaza de la República hasta la Plaza de las Niñas. Esta edición contó con la presencia de delegaciones de embajadas de varios países y de organizaciones de cooperación internacional.